# Illizi
Illizi là một đô thị thuộc tỉnh Illizi, Algérie. Dân số thời điểm năm 2002 là 10.163 người.